# Hipólito Ribeiro
Hipólito Pinto Ribeiro (Canguçu, 1824 - Uruguaiana, 16 de abril de 1904) foi um militar brasileiro, filho do reverendo e militar Hipollyto Pinto Ribeiro, e uma Índia, Maria Antônia Boa Nova, sobrinho do Padre e também militar Prudente Pinto Ribeiro, e genro do Barão da Candiota, Luis Gonçalves das Chagas
Serviu como soldado na Guerra dos Farrapos e terminada a guerra entrou para o exército como voluntário. Chegando ao posto de capitão pediu baixa do exército e ingressou na Guarda Nacional. Na Guerra contra Rosas, dirigiu um dos corpos de cavalaria organizados pelo general Antônio de Sousa Neto.
Terminada a guerra, permaneceu na mesma brigada e ao estourar a Guerra do Paraguai, seguiu para o campo de batalha, já no posto de major, na vanguarda do exército de Osório. Lutou também sob o comando do general Andrade Neves e participou dos principais combates, como Tuiutí, Avaí e Lomas Valentinas. Foi nomeado Brigadeiro Honorário do Exército. Comandou  4ª Brigada de Cavalaria (2º Corpo do Exército),, integrada pelo 10º Corpo de Cavalaria do tenente-coronel Chagas e pelo 24º Corpo de Cavalaria do tenente-coronel Cel Isidoro, composta de 600 homens que realizou a última grande carga de cavalaria da história do exército brasileiro, quando destroçou as forças do general Bernardino Caballero, na batalha de Campo Grande, em 16 de agosto de 1869.
Tomou parte na Revolução de 1893, no Rio Grande do Sul, quando  organizou, em Uruguaiana uma divisão com tropas do Exército, Guarda Nacional e civis, que foi chamada de Divisão do Exército. Durante o conflito  recebeu do governo republicano o posto de general-de-divisão. Teve papel decisivo no Combate de Inhaduí, em 3 de maio de 1893, tendo chegado depois do início do combate com contingente numeroso e bem armado, desequilibrando a luta a favor dos legalistas. Suas tropas também foram responsável por vencer o líder federalista almirante Luís Filipe de Saldanha da Gama na Batalha de Campo Osório, que morreu em combate.
Teve três filhos: Ismael Osório, Hipólito Ribeiro Filho (que foi prefeito de ‪Pinheiro Machado‬) e Anita Ribeiro Mena Barreto. Está sepultado em São Gabriel. Sua espada faz parte do acervo do Museu Júlio de Castilhos. Faleceu em 16 de abril de 1904.

## Condecorações
Foi distinguido com as seguintes condecorações:
- Medalha de prata da campanha de 1852;
- Cavaleiro da Imperial Ordem de Cristo, em 1860;
- Comendador da Imperial Ordem da Rosa, em 1870;
- Medalha concedida ao Exército no campo do marechal João Propício Menna Barreto (campanha do Uruguai), em 1872;
- Medalha geral da campanha do Paraguai, em 1872 (de ouro);
- Medalha do Mérito Militar, pelos combates de 1877 e 1872;
- Oficial da Ordem do Cruzeiro, em 1877 e
- Medalhas comemorativas da Guerra do Paraguai, conferidas pelos governos da Argentina e do Uruguai.